# Rika Mayama
Rika Mayama (jap. 真山 りか, Mayama Rika; * 16. Dezember 1996 in Tokio) ist eine japanische Sängerin.

## Karriere
Mayama ist Mitglied der Idol-Gruppe Shiritsu Ebisu Chūgaku, der sie seit der Gründung im Jahr 2009 ununterbrochen angehört. Als Solo-Musikerin veröffentlichte sie das Lied Liar Mask, dass als Vorspann für die Animeserie Akame ga Kill! verwendet wurde. Die Single stieg auf Platz 17 in den japanischen Oricon-Charts ein und hielt sich sechs Wochen lang in der Bestenliste auf.
Als Synchronsprecherin hatte sie eine kleine Sprechrolle in den Animeserien Akame ga Kill! und Ryūgajō Nanana no Maizōkin.

## Diskografie

### Solo-Diskografie
- 2014: Liar Mask (Single, Defstar Records, Sony Music Labels Inc.)

## Musik
Während Mayamas Idol-Gruppe Shiritsu Ebisu Chūgaku dem J-Pop zuzuordnen ist, greift sie in ihrer bisher einzig veröffentlichten Single Liar Mask auf eine Mischung aus Heavy Metal und Popmusik zurück.